# Heinz Ellenberg
Heinz Ellenberg (Amburgo, 1º agosto 1913 – Gottinga, 2 maggio 1997) è stato un ecologo, biologo e botanico tedesco.

## Biografia
Heinz Ellenberg, avendo perso il padre, professore di scuola media, durante la prima guerra mondiale, studiò ad Hannover dal 1920 al 1932 e lì cominciò ad interessarsi alla fauna e alla flora locale. In quel periodo ebbe un incontro con Reinhold Tüxen.

Nel 1932 si recò a Montpellier, dove iniziò lo studio dell'ecologia sotto la guida dell'ecologo svizzero Josias Braun-Blanquet. Lasciata Montpellier studiò alla facoltà di biologia, botanica, zoologia, chimica e geologia ad Heidelberg, ad Hannover e infine a Gottinga, dove conseguì la laurea in Biologia nel 1938, sotto la guida di Franz Firbas.

Iniziò quindi a lavorare presso il Centro di cartografia della vegetazione di Hannover, sotto la direzione di Reinhold Tüxen, e nel 1941 sposò Charlotte Metelmann.

Durante la guerra Ellenberg lavorò con successo allo sviluppo di piantagioni mimetiche per le coperture dei bunker, onde permetterne la fusione con il paesaggio circostante per ingannare l'aviazione nemica. Di queste restano ancor oggi degli elementi visibili.

Terminato il conflitto divenne assistente di Heinrich Karl Walter a Stoccarda. Nel 1953 fu nominato Professore nell'Università di Amburgo e, a partire dal 1958, divenne direttore del Dipartimento di botanica del Politecnico di Zurigo. 

Nel 1966 Ellenberg tornò all'Università di Gottinga dove fondò il nuovo giardino botanico dell'Università e dove, nel 1981 gli fu conferito il titolo di professore emerito. Giunto alla pensione si occupò della direzione di un'Azienda agricola e pubblicò un'edizione aggiornata del testo Vegetation Mitteleuropas mit den Alpen in ökologischer, dynamischer und historischer Sicht.

## Il pensiero e l'opera
Heinz Ellenberg fu un sostenitore della concezione olistica dei sistemi ecologici. Fu anche uno dei primi a dimostrare sperimentalmente l'importanza di una distinzione fra "nicchia fondamentale" e "nicchia realizzata" nei vegetali. Coltivò, infatti, due specie di Bromus in una serie di habitat a crescenti condizioni di umidità e mostrò come, nel caso di una coltura separata ogni specie riusciva a colonizzare tutti gli habitat della serie, mentre in una coltivazione a specie mescolate, esse si comportavano in modo distinto e mostravano, rispettivamente, una netta preferenza per gli habitat più aridi o per quelli più umidi. 

Formulò anche l'inizio di un celebre indice fitosociologico che porta il suo nome e che prende in considerazione 6 parametri ambientali (luce, temperatura, continentalità, umidità, acidità del suolo, ricchezza) determinati esaminando oltre 2000 specie vegetali dell'Europa Centrale.

## Lista parziale delle pubblicazioni
- - Vegetation Mitteleuropas mit den Alpen in ökologischer, dynamischer und historischer Sicht - Stuttgart, Ulmer 1996 (5. Auflage; 1. Auflage: 1963). (ISBN 3-8252-8104-3)
  - Zeigewerte nach Ellenberg| Zeigerwerte von Pflanzen in Mitteleuropa - Scripta Geobotanica 1974, 1979 und 1992. (ISBN 3-88452-518-2)
  - Bauernhaus und Landschaft in ökologischer historischer Sicht - Stuttgart, Ulmer 1990 (ISBN 3-8001-3087-4)
  - Unkrautgeneinschaften als Zeiger für Klima und Boden. Landwirtschaftliche Pflanzensoziologie I - Stuttgart, Ulmer 1950.
  - Vegetation südosteuropas. (Coautore) - München, Urban & Fischer 1974. (ISBN 3-437-30168-3)
  - Wiesen und Weiden und ihre standörtliche Bewertung - Stuttgart, Ulmer 1956.
  - Aufgaben und Methoden der Vegetationskunde - Stuttgart, Ulmer 1956.
  - Ökosystemforschung (Hrsg.) - Heidelberg, Berlin, New York, Springer Verlag 1973.
  - Ökologische Beiträge zur Umweltgestaltung - Stuttgart, Ulmer 1983.